# Kim Bong-jin
Đây là một tên người Triều Tiên, họ là Kim.
 Kim Bong-jin  (Hangul: 김봉진; sinh ngày 18 tháng 7 năm 1990 ở Seoul) là một cầu thủ bóng đá Hàn Quốc hiện tại thi đấu cho câu lạc bộ tại V. League 1 HAGL.
Anh là một tiền vệ đa năng và có thể chơi ở vị trí tiền vệ phòng ngự hoặc tiền vệ trung tâm.
Ngày 7 tháng 2 năm 2017, Kim Bong-Jin ghi bàn thắng gỡ hòa cho Kitchee trước Ulsan Hyundai ở Vòng play-off AFC Champions League 2017.

## Danh hiệu
Kitchee
- Giải bóng đá ngoại hạng Hồng Kông: 2016–17, 2017–18
- Hồng Kông Senior Shield: 2016–17
- Cúp FA Hồng Kông: 2016–17, 2017–18
- Hồng Kông Sapling Cup: 2017–18